# Terremoto de Montesa de 1748
El terremoto de Montesa fue un fuerte movimiento sísmico ocurrido el día 23 de marzo de 1748 en la comarca valenciana de la Costera, con epicentro en la localidad de Montesa (España). Un sismo de igual intensidad se repitió pocos días después, también con el mismo epicentro, el 2 de abril.

## Historia
El terremoto del 23 de marzo ocurrió alrededor de las 6:15 de la madrugada, después de copiosas y fuertes lluvias. 
Al terremoto del día 23 siguieron oscilaciones menos violentas, hasta el día 2 de abril, fecha en la que un terremoto tan fuerte como el anterior destruyó casi por completo lo que quedaba en la zona. 
Los efectos devastadores se extendieron sobre los pueblos de las gobernaciones de Játiva y Montesa, según datos de los historiadores Antonio Cavanilles, Carlos Sarthou y el cronista Teodoro Llorente, al que citamos a continuación:

“Amanecía el día 23 de marzo de 1748. Después de copiosas lluvias, sonreía hermosa la primavera... Los clérigos del Sacro Convento habían rezado en coro las Horas menores, y algunos de ellos estaban celebrando misa. De pronto sintieron temblar la tierra a sus pies, bambolearse las paredes y desplomarse las bóvedas con horrible estrépito. Eran las seis y cuarto de la mañana. La iglesia y todas las construcciones del castillo se venían abajo. Un prolongado trueno salía de aquellas ruinas y una nube de polvo las envolvía. A las dos horas, otra sacudida completó la destrucción. Repitióse el estrépito y la polvareda; caían rodando por la montaña los sillares desprendidos de los muros...”
Teodoro Llorente

“En Enguera, Vallada, Canals, Sellent y demás pueblos de la costera, el terremoto registró una gran intensidad, produciendo desastres, derrumbándose casas, iglesias, campanarios, desprendimiento de peñas....abrió grandes grietas en la tierra, llegando a alcanzar una longitud de una legua”
Teodoro Llorente

En Montesa destruyó casi en su totalidad al Castillo militar (cuyas ruinas hoy todavía se observan), quedando sepultados entre sus escombros la gran parte de sus moradores, resultando fallecidos 18 personas, entre frailes y caballeros. Los frailes supervivientes de la Orden de Montesa, se trasladaron en julio de 1748 a Valencia, a la iglesia del Palacio del Temple, hasta que el rey Don Fernando VI, gran maestre de la Orden, decretó la construcción de un nuevo convento.